# Opozycja (polityka)
Opozycja (również opozycja polityczna) – ugrupowanie lub grupa ugrupowań, w szczególności partii politycznych, sprzeciwiających się polityce rządu lub większości parlamentarnej, krytykująca dominujące ideologie czy instytucje. Nie narusza przy tym prawa ani zasad gry wyborczej i parlamentarnej.
Opozycja polityczna umożliwia partiom politycznym udział w regularnej wymianie władzy.
Partie, które nie weszły do parlamentu, nazywa się „opozycją pozaparlamentarną”.
Przywódcą opozycji jest zazwyczaj lider największej partii opozycyjnej. W Wielkiej Brytanii opozycja tworzy Gabinet Cieni, tzn. wybiera osoby, które zdaniem partii opozycyjnej objęłyby odpowiednie stanowiska rządowe, gdyby ostatnie wybory były wygrane przez nią. Każdy minister ma zatem swojego odpowiednika w opozycji. Nie posiada on żadnych uprawnień, mówi tylko wyborcom, jak on zachowałby się w danej sytuacji. Przywódca opozycji otrzymuje uposażenie w wysokości zbliżonej do połowy uposażenia premiera.
W niektórych państwach (niedemokratycznych) istnieje lub istniał system monopartyjny, z jedną rządzącą partią, a zakładanie innych partii jest nielegalne (np. w ZSRR). W innych krajach, np. w Arabii Saudyjskiej, panuje monarchia absolutna a nielegalna jest działalność jakichkolwiek partii politycznych. W takiej sytuacji, opozycja jest nielegalna, a wszelka krytyka jest zakazana.